# Yacolt (Washington)
Yacolt (ˈjækoʊlt) ist eine Kleinstadt mit dem Status Town im Clark County im US-Bundesstaat Washington. Das U.S. Census Bureau hat bei der Volkszählung 2020 eine Einwohnerzahl von 1668 ermittelt.

## Geschichte
Der Name Yacolt ist ein Word aus dem Klickitat und bedeutet so viel wie „verzauberter Ort“ (engl. „haunted place“) oder „Ort der (bösen) Geister“ (engl. „place of (evil) spirits“); ein weiterer Name, unter dem es bekannt war, bedeutete „Das Tal der verlorenen Kinder“ (engl. „the valley of lost children“). Im September 1902 wurde die Stadt, die damals aus nur 15 Häusern bestand, beinahe durch den Yacolt-Brand zerstört, den bis 2015 größten Waldbrand in der Geschichte von Washington. Yacolt wurde nach und nach wieder aufgebaut und am 31. Juli 1908 offiziell als Stadt anerkannt.

## Geographie
Yacolt liegt auf 45° 52′ N, 122° 24′ W. Nach dem United States Census Bureau nimmt die Stadt eine Gesamtfläche von 1,29 Quadratkilometern ein, worunter keine Wasserflächen sind.

## Demographie

### Census 2000
Nach der Volkszählung von 2000 gab es in Yacolt 1.055 Einwohner, 319 Haushalte und 256 Familien. Die Bevölkerungsdichte betrug 798,7/ km². Es gab 344 Wohneinheiten bei einer mittleren Dichte von 260,4/ km².
Die Bevölkerung bestand zu 95,26 % aus Weißen, zu 0,47 % aus Afroamerikanern, zu 1,14 % aus Indianern, zu 0,38 % aus Asiaten, zu 0,09 % aus anderen „Rassen“ und zu 2,65 % aus zwei oder mehr „Rassen“. Hispanics oder Latinos „jeglicher Rasse“ bildeten 1,9 % der Bevölkerung. 22,1 % waren amerikanischer, 17,9 % deutscher, 8,6 % englischer, 7,0 % norwegischer und 5,2 % irischer Abstammung.
Von den 319 Haushalten beherbergten 54,5 % Kinder unter 18 Jahren, 63,9 % wurden von zusammen lebenden verheirateten Paaren, 11,6 % von alleinerziehenden Müttern geführt; 19,7 % waren Nicht-Familien. 16 % der Haushalte waren Singles und 6,3 % waren alleinstehende über 65-jährige Personen. Die durchschnittliche Haushaltsgröße betrug 3,31 und die durchschnittliche Familiengröße 3,71 Personen.
Der Median des Alters in der Stadt betrug 26 Jahre. 40,2 % der Einwohner waren unter 18, 8,2 % zwischen 18 und 24, 30,6 % zwischen 25 und 44, 13,4 % zwischen 45 und 64 und 7,6 65 Jahre oder älter. Auf 100 Frauen kamen 106,9 Männer, bei den über 18-Jährigen waren es 99,7 Männer auf 100 Frauen.
Alle Angaben zum mittleren Einkommen beziehen sich auf den Median. Das mittlere Haushaltseinkommen betrug 39.444 US$, in den Familien waren es 43.438 US$. Männer hatten ein mittleres Einkommen von 37.500 US$ gegenüber 24.306 US$ bei Frauen. Das Pro-Kopf-Einkommen betrug 12.529 US$. Etwa 6,4 % der Familien und 7,8 % der Gesamtbevölkerung lebte unterhalb der Armutsgrenze; das betraf 8,8 % der unter 18-Jährigen und 11,1 % der über 65-Jährigen.

### Census 2010
Nach der Volkszählung von 2010 gab es in Yacolt 1.566 Einwohner, 454 Haushalte und 384 Familien. Die Bevölkerungsdichte betrug 1209,3/ km². Es gab 484 Wohneinheiten bei einer mittleren Dichte von 373,7/ km².
Die Bevölkerung bestand zu 95,8 % aus Weißen, zu 0,5 % aus Afroamerikanern, zu 1,1 % aus Indianern, zu 0,4 % aus Asiaten, zu 0,2 % aus anderen „Rassen“ und zu 2 % aus zwei oder mehr „Rassen“. Hispanics oder Latinos „jeglicher Rasse“ bildeten 2,1 % der Bevölkerung.
Von den 454 Haushalten beherbergten 55,3 % Kinder unter 18 Jahren, 68,3 % wurden von zusammen lebenden verheirateten Paaren, 8,4 % von alleinerziehenden Müttern und 7,9 % von alleinstehenden Vätern geführt; 15,4 % waren Nicht-Familien. 10,8 % der Haushalte waren Singles und 3,7 % waren alleinstehende über 65-jährige Personen. Die durchschnittliche Haushaltsgröße betrug 3,45 und die durchschnittliche Familiengröße 3,68 Personen.
Der Median des Alters in der Stadt betrug 25 Jahre. 38,6 % der Einwohner waren unter 18, 11,4 % zwischen 18 und 24, 27,9 % zwischen 25 und 44, 17 % zwischen 45 und 64 und 5 65 Jahre oder älter. Von den Einwohnern waren 50,9 % Männer und 49,1 % Frauen.

## Persönlichkeiten
- Tonya Harding (* 1970), ehemalige Eiskunstläuferin, wohnt in Yacolt